# Jurrie Koolhof
Jurjen Jacob (Jurrie) Koolhof (Beerta, 10 januari 1960 – Duiven, 28 januari 2019) was een Nederlandse profvoetballer en voetbaltrainer.

## Voetballer
Koolhof was tijdens zijn voetbalcarrière een spits. Hij begon zijn carrière bij SC Veendam dat uitkwam in de Eerste Divisie. Na twee jaar vertrok hij naar Vitesse, dat eveneens in de Eerste Divisie uitkwam. In zijn tweede jaar scoorde hij in 13 wedstrijden 19 keer, waarna PSV hem begin maart 1982 contracteerde. Met zijn 19 doelpunten werd Koolhof dat seizoen clubtopscorer van Vitesse en in hetzelfde seizoen 1981/82 scoorde hij ook nog zeven keer voor PSV. Bij PSV vormde Koolhof een dynamische tandem met de Noor Hallvar Thoresen. Koolhof had een basisplaats en scoorde in de twee opvolgende seizoenen respectievelijk 22 en 23 keer. Op 23 april 1984 ging Koolhof bij een onschuldige actie door zijn knie. De artsen constateerden niets, maar nog voor het begin van het nieuwe seizoen gaat het opnieuw mis en bleek dat zijn voorste kruisband in de knie kapot was. Koolhof revalideerde twee jaar lang. In het seizoen 1986/87 speelde hij weer, maar toen bleek dat hij zijn oude niveau niet haalde liet PSV Koolhof vertrekken. Koolhof vertrok op huurbasis naar FC Groningen. Een jaar later werd hij door PSV verkocht aan Vitesse, waarmee Koolhof terugkeerde naar de Eerste Divisie, maar waarmee Koolhof direct kampioen werd, zodat Vitesse naar de Eredivisie promoveerde. In het eerste jaar 1989/90 werd voor het eerst sinds 1927 de bekerfinale gehaald. Op 25 april 1990 in De Kuip verloor Vitesse met 1-0 van PSV. Na één jaar Eredivisie vertrok Koolhof weer naar de Eerste Divisie, naar De Graafschap. Ook met De Graafschap werd Koolhof kampioen en promoveerde hij naar de Eredivisie. Na een jaar degradeerde De Graafschap weer. Na het seizoen 1993/94 beëindigde hij zijn actieve carrière bij BV Veendam. In oktober 1994 werd hij door De Graafschap, waar hij als jeugdtrainer werkzaam was, wegens veel absenties weer in de ploeg gebracht.

### Nederlands elftal
Koolhof speelde in totaal 5 interlands. Hij maakte zijn debuut op 14 april 1982 bij Nederland tegen Griekenland. Koolhof viel na 46 minuten voetbal in voor Piet Wildschut. Op dat moment was de stand 0 - 0 en door een doelpunt van Edo Ophof in 54ste minuut zou het Nederlands elftal uiteindelijk winnen.
In de vijf duels waarin de anders zo makkelijk scorende spits mocht opdraven bleef hij droog staan. Een lange interlandcarrière zat er dan ook niet in: hij speelde zijn laatste interland op 16 februari 1983 nog geen jaar na zijn debuut: het EK-kwalificatieduel Spanje - Nederland (1-0).

## Trainer
Na zijn actieve loopbaan was Doetinchem lange tijd zijn domicilie. Bij De Graafschap vervulde hij afwisselend functies als hoofd opleidingen en trainer en ging daarna als assistent bij FC Emmen aan de slag. Als hoofdtrainer was hij daarna in drie seizoenen werkzaam bij AGOVV, FC Dordrecht en MVV. Koolhof werd op 19 februari 2007 bij de club uit Maastricht ontslagen en nam Cambuur Leeuwarden op exact dezelfde dag afscheid van haar trainer Roy Wesseling. Op 15 maart 2007 tekende de 47-jarige Koolhof bij Cambuur Leeuwarden een contract van twee jaar dat per 1 juli 2007 inging. Alfons Arts werd de assistent van Koolhof en volgde Gerrie Schouwenaar op, die naar Saoedi-Arabië vertrok. Naast de rol van assistent van hoofdtrainer Koolhof nam Arts ook de beloften van Cambuur Leeuwarden onder zijn hoede.
Op 13 september 2008 zette Cambuur Leeuwarden de trainer per direct op non-actief. De nederlagen tegen FC Den Bosch (0-3) en Helmond Sport (4-1) zorgden voor een onhoudbare situatie, waarin zowel het bestuur als de supporters het vertrouwen in Koolhof kwijt raakten. Koolhof werd bij Cambuur Leeuwarden opgevolgd door Stanley Menzo. Koolhof was vanaf 2009 scout bij FC Groningen.

## Privé
Koolhof overleed op 28 januari 2019 na een lang ziekbed op 59-jarige leeftijd. Hij liet twee zoons achter: Dean Koolhof (1994) die ook profvoetballer werd en tennisprof Wesley Koolhof (1989).

## Carrière als clubspeler
| seizoen | club                | wedstrijden | doelpunten | competitie     |
| ------- | ------------------- | ----------- | ---------- | -------------- |
| 1978/79 | SC Veendam          | 33          | 9          | Eerste divisie |
| 1979/80 | SC Veendam          | 28          | 17         | Eerste divisie |
| 1980/81 | Vitesse             | 35          | 12         | Eerste divisie |
| 1981/82 | Vitesse             | 16          | 19         | Eerste divisie |
| 1981/82 | PSV                 | 13          | 7          | Eredivisie     |
| 1982/83 | PSV                 | 33          | 22         | Eredivisie     |
| 1983/84 | PSV                 | 31          | 23         | Eredivisie     |
| 1984/85 | PSV                 | 0           | 0          | Eredivisie     |
| 1985/86 | PSV                 | 0           | 0          | Eredivisie     |
| 1986/87 | PSV                 | 29          | 17         | Eredivisie     |
| 1987/88 | FC Groningen (huur) | 20          | 10         | Eredivisie     |
| 1988/89 | Vitesse             | 32          | 13         | Eerste divisie |
| 1989/90 | Vitesse             | 33          | 2          | Eredivisie     |
| 1990/91 | De Graafschap       | 37          | 20         | Eerste divisie |
| 1991/92 | De Graafschap       | 31          | 9          | Eredivisie     |
| 1992/93 | De Graafschap       | 17          | 3          | Eerste divisie |
| 1993/94 | BV Veendam          | 28          | 7          | Eerste divisie |
| 1994/95 | De Graafschap       | 1           | 0          | Eerste divisie |
| Totaal  |                     | 417         | 190        |                |
|         |                     | 190         | 90         | Eredivisie     |
|         |                     | 227         | 100        | Eerste divisie |

## Carrière als trainer
| Periode   | Club                  | Land      | Competitie     | Functie           |
| --------- | --------------------- | --------- | -------------- | ----------------- |
| 1994-2001 | De Graafschap         | Nederland | Eredivisie     | Hoofd Opleidingen |
| 2001-2002 | De Graafschap         | Nederland | Eredivisie     | Hoofdtrainer      |
| 2002-2003 | Emmen                 | Nederland | Eerste divisie | Assistent-trainer |
| 2003-2005 | AGOVV Apeldoorn       | Nederland | Eerste divisie | Hoofdtrainer      |
| 2005-2006 | FC Dordrecht          | Nederland | Eerste divisie | Hoofdtrainer      |
| 2006-2007 | MVV                   | Nederland | Eerste divisie | Hoofdtrainer      |
| 2007-2008 | SC Cambuur Leeuwarden | Nederland | Eerste divisie | Hoofdtrainer      |

NB: In het seizoen 2000/2001 was Jurrie Koolhof van november tot december interim-hoofdtrainer.

## Carrière als scout
| Periode   | Club         | Land      | Competitie | Functie |
| --------- | ------------ | --------- | ---------- | ------- |
| 2009-2019 | FC Groningen | Nederland | Eredivisie | Scout   |

## Erelijst
PSV
- Eredivisie: 1985/86, 1986/87

 Vitesse
- Eerste Divisie: 1988/89

 De Graafschap
- Eerste Divisie: 1990/91